# XML binarisé
 (octobre 2023).
 (octobre 2023).
Si vous disposez d'ouvrages ou d'articles de référence ou si vous connaissez des sites web de qualité traitant du thème abordé ici, merci de compléter l'article en donnant les références utiles à sa vérifiabilité et en les liant à la section « Notes et références ».
Pour le format de données général, voir Extensible Binary Meta Language.
Le Binary XML, ou Binary Extensible Markup Language est un format de fichier XML binarisé.
Il fait référence à toute spécification qui essaye de coder un document XML dans un format de données binaire, plutôt que du texte. Plusieurs formats sont en compétition, et aucun n'a été largement adopté[Quand ?] par une organisation de standardisation ou accepté comme un standard de facto. L'utilisation d'un format XML binarisé réduit généralement la taille des documents XML et les ressources nécessaires à l'analyse (parsing), mais interdit l'utilisation d'éditeurs de texte usuels pour voir et modifier le document. Les autres avantages incluent l'accès direct et l'indexation facilitée des documents XML.
Le défi majeur pour le XML binarisé est de créer un standard unique et largement adopté. Le World Wide Web Consortium (W3C) a un groupe de travail sur la XML binarisé (XML Binary Working Group), alors que Sun Microsystems promeut le Fast Infoset adopté comme standard ISO. Un autre standard (ISO/IEC 23001-1), connu sous le nom de BiM, a été standardisé par l'ISO en 2001. BiM est utilisé par beaucoup de standards ETSI pour la télévision numérique et la télévision mobile.
Les alternatives au XML binarisé incluent l'utilisation de méthodes de compression traditionnelles sur des documents XML (par exemple gzip); ou en utilisant un standard existant tel que ASN.1. Les méthodes de compression traditionnelles, cependant, n'offrent que l'avantage de la compression, sans les avantages du temps d'analyse et d'accès direct. ASN.1 est utilisé comme base de Fast Infoset, qui est un standard de XML binarisé. Il existe également des approches hybrides (par exemple VTD-XML) qui attachent un petit fichier d'indexation à un document XML pour éliminer le surcoût de l'analyse grammaticale.

## Projets et formats de XML binarisés
- WBXML v1.3
- Efficient XML de AgileDelta, Inc., sélectionné comme base du W3C Standard pour le XML binarisé (EXI) Efficient XML. Extending the Reach of XML and Web Services to Mobile and Embedded Devices
- projet VTD-XML de XimpleWare et VTD-XML vtd-xml.sf.net
- standard BiM, de l'ISO, développé par le groupe de travail MPEG
- Fast Infoset Project, de Sun Microsystems fi.dev.java.net
- Binary Characterization Working Group, à W3C XML Binary Characterization Working Group Public Page
- CBXML, Compact Binary XML, de IBM
- BXML-CWXML, de CubeWerx
- Wireless Binary XML (WBXML)
- Binary XML characterization
- PlainXML projet de SourceForge.net